# Kunsthandel P. de Boer

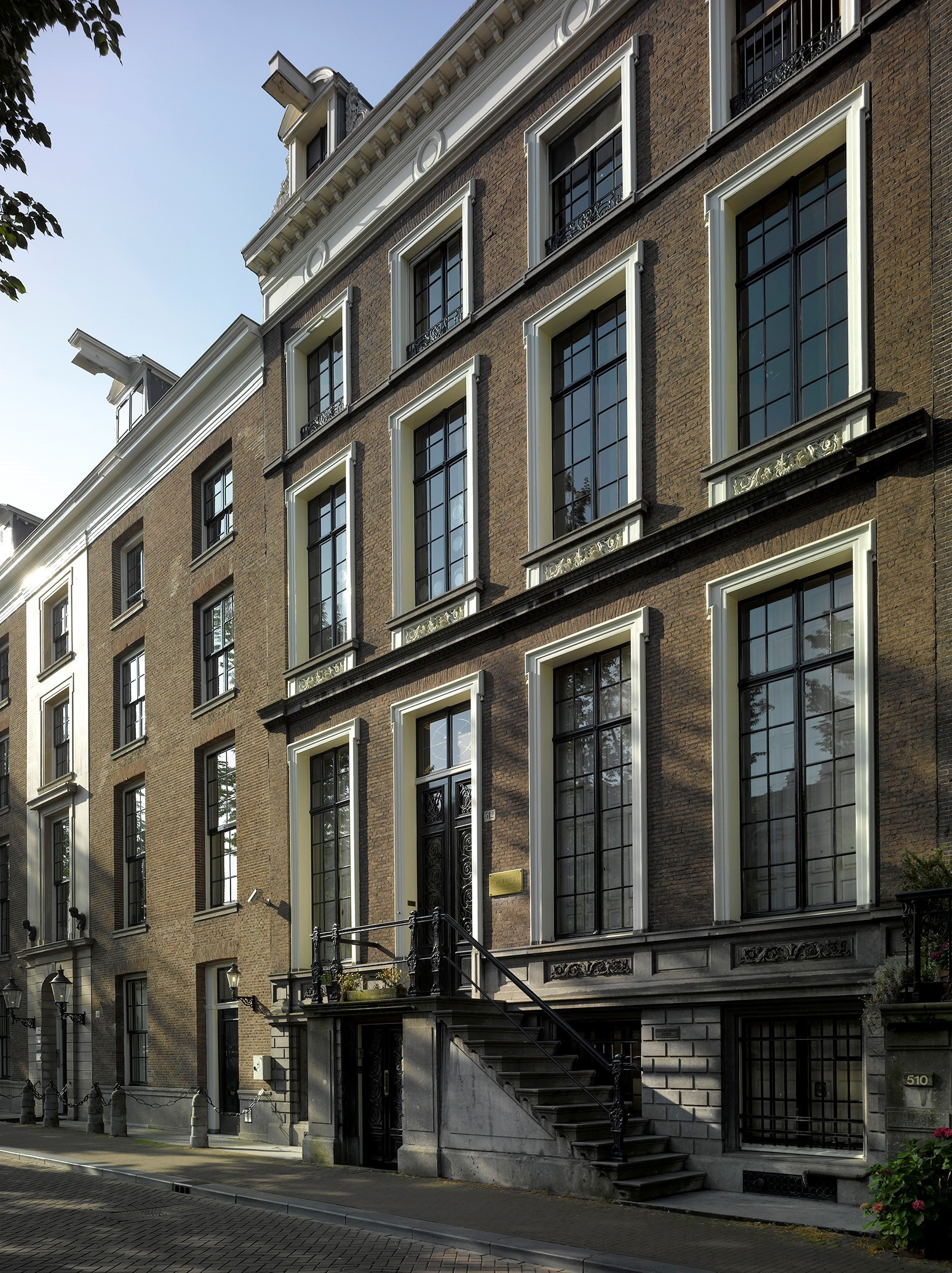
Vooraanzicht van kunsthandel P. de Boer. Locatie: Herengracht 512 in Amsterdam. Foto genomen door fotograaf Ewout Huibers.

Kunsthandel P. de Boer is een Nederlandse kunsthandel, gevestigd in Amsterdam. 

## Geschiedenis

### 1921 tot 1949
De kunsthandel is in 1921 opgericht door de twee broers Piet en Rudolf de Boer. Zij waren zonen van de historicus Michael Georg de Boer. Zij vestigden zich in eerste instantie aan de Prinsengracht in Amsterdam. In 1927 verhuisden zij de kunsthandel naar de Heerengracht nummer 474 in Amsterdam. De bedrijfsnaam werd NV Kunsthandel P. de Boer. Zij handelden voornamelijk in schilderijen. Hun broer Chiel de Boer was tandarts en in zijn vrije tijd  cabaretier. Hij gebruikte de zolder boven de kunsthandel van zijn broers als speellocatie.
De kunsthandel kwam in jaren 30 van de 20e eeuw in de publiciteit vanwege een aantal door hen georganiseerde tentoonstellingen. Het ging hierbij om onder andere de tentoonstellingen van de werken van Joos de Momper in 1931, de Fluwelen en helsche Breughel en hun invloed op de kunst in de Nederlanden uit 1934 en de tentoonstelling van oude kunst uit 1938. Vanaf 1928 gaf de firma ook regelmatig catalogi uit bij de tentoonstellingen in hun kunstzalen.

### Tweede Wereldoorlog
Tijdens de eerste jaren van de Tweede Wereldoorlog zette de kunsthandel de organisatie van tentoonstellingen door maar dat bleek uiteindelijk steeds moeilijker.
 In 1941 kon de kunsthandel voor fl 70.000,- het monumentale pand Herengracht 512 kopen. Dit herenhuis was in de 17e eeuw bewoond door Pieter Six, een neef van Jan Six. In 1942 verhuisde de kunsthandel uiteindelijk naar dit pand. 

### 1945 tot heden
Na de Tweede Wereldoorlog werd medeoprichter Rudolf de Boer voorzitter van de Vereniging van Handelaren van Oude Kunst. Eind jaren '50 werd zijn zoon, Peter de Boer, ook actief in het bedrijf. In 1959 kwam de kunsthandel in de publiciteit toen twee Duitse zusters een rechtszaak aanspanden om een vermeend eigendom, het schilderij Drie koeien en een schaap van Paulus Potter, dat volgens hen in 1945 verdwenen was van het landgoed van de familie Heilgendorf nabij Berlijn. De kunsthandel had het schilderij al eerder in bezit gehad in 1929, later verkocht aan de kunstverzamelaar Heilgendorf en in 1959 teruggekocht via een Duitse kunsthandel in Hannover.
In de jaren 60 besloot de kunsthandel vanwege veranderende smaak van kunstliefhebbers om de kunstcollectie hierop aan te passen. Waar voorheen de oude kunst de boventoon voerde met vaak donkere schilderijen, plaatste de kunsthandel op haar tentoonstellingen meer lichtere en kleurrijke schilderijen die beter pasten in de modernere interieurs.
In 1974 overleed medeoprichter en naamgever Piet de Boer op 80-jarige leeftijd. Hij was niet meer actief in het bedrijf en woonde in Zwitserland waar de familie oorspronkelijk vandaan kwam.

De kunsthandel staat vanaf 1979 op de kunstbeurs TEFAF in Maastricht en sinds 1997 op PAN Amsterdam.
In 1994 trad de kleinzoon van oprichter Rudolf, Niels de Boer, toe tot de organisatie en leidt samen met zijn vader Peter de kunsthandel.

## Collectie
Naast zijn kunsthandel legde Piet de Boer ook een omvangrijke particuliere kunstverzameling aan. Omdat hij geen kinderen had richtte hij in 1964, tien jaar voor zijn dood, een stichting op. In de naam van de stichting verwijst hij ook naar zijn in 1960 overleden echtgenote Nelly de Boer-Pressburger. De Collectie P. en N. de Boer omvat in totaal ongeveer 80 schilderijen en 400 tekeningen, waaronder drie schilderijen en vijf tekeningen van Vincent van Gogh. Een van de drie Van Goghs beeldt een Amsterdams stadsgezicht uit, met name de Ronde Lutherse Kerk op het Singel. De verzameling omvat vooral werk van oude meesters uit de vijftiende tot de zeventiende eeuw, onder wie Hendrik Goltzius, Joachim Wtewael, Pieter Aertsen, Balthasar van der Ast, Jan Brueghel de Oude, Cornelis Ketel, Jacques de Gheyn II en Joos de Momper.